# Markus Meckel
Pour les articles homonymes, voir Meckel (homonymie).
Markus Meckel, né le 18 août 1952 à Müncheberg, est un théologien et homme politique et diplomate allemand.

## Biographie
Opposant au régime communiste de la République démocratique allemande (RDA) depuis les années 1970. Lors de la Wende, il est l'un des fondateurs du Parti social-démocrate de RDA en 1989 qui intègre le Parti social-démocrate d'Allemagne (SPD).
En 1990, il est ministre des Affaires étrangères du cabinet de Maizière, au sein du gouvernement de la RDA.

## Sources
- (de) Cet article est partiellement ou en totalité issu de l’article de Wikipédia en allemand intitulé « Markus Meckel » (voir la liste des auteurs).